# Rabdofana-(Y)
La rabdofana-(Y) és un mineral de la classe dels fosfats, que pertany al grup de la rabdofana. Rep el nom del grec ραβδοζ, vareta, més φαιυεσθαι, aparèixer, en al·lusió a les bandes que es presenten característicament en el seu espectre, més el sufix "-(Y)" que indica el domini de l'itri sobre altres terres rares en aquesta espècie.

## Característiques
La rabdofana-(Y) és un fosfat de fórmula química YPO₄·H₂O. Va ser aprovada com a espècie vàlida per l'Associació Mineralògica Internacional l'any 2011, i la primera publicació data del 2012. Cristal·litza en el sistema hexagonal.
Segons la classificació de Nickel-Strunz, la rabdofana-(Y) pertany a «02.CJ: Fosfats sense anions addicionals, amb H₂O, només amb cations de mida gran» juntament amb els següents minerals: estercorita, mundrabil·laïta, swaknoïta, nabafita, nastrofita, haidingerita, vladimirita, ferrarisita, machatschkiïta, faunouxita, rauenthalita, brockita, grayita, rabdofana-(Ce), rabdofana-(La), rabdofana-(Nd), tristramita, smirnovskita, ardealita, brushita, churchita-(Y), farmacolita, churchita-(Nd), mcnearita, dorfmanita, sincosita, bariosincosita, catalanoïta, guerinita i ningyoïta.
L'exemplar que va servir per a determinar l'espècie, el que es coneix com a material tipus, es troba conservat al Museu Kitakyshu d'Història Natural i Història Humana, al Japó, amb el número de registre: kmnhm000002.

## Formació i jaciments
Va ser descoberta als basalts d'Hinodematsu, a Genkai-cho, dins el districte d'Higashimatsuura (Prefectura de Saga, Japó). Es tracta de l'únic indret de tot el planeta on ha estat descrita aquesta espècie mineral.